# Graziano Bini
Graziano Bini (San Daniele Po, 7 de enero de 1955) es un exfutbolista italiano que jugaba como defensa. Desarrolló gran parte de su carrera en el Inter de Milán, equipo en el que estuvo por catorce temporadas y del que fue capitán entre 1978 y 1985. Fue campeón de la Serie A la temporada 1979-80 y de la Copa Italia en dos ocasiones, en 1978 y 1982.

## Estadísticas
Actualizado hasta el final de su carrera deportiva. 
| Club | Div.             | Temporada        | Liga  | Liga  | Copas nacionales(1) | Copas nacionales(1) | Torneos internacionales(2) | Torneos internacionales(2) | Total | Total | Media goleadora(3) |
| Club | Div.             | Temporada        | Part. | Goles | Part.               | Goles               | Part.                      | Goles                      | Part. | Goles | Media goleadora(3) |
| Inter de Milán · Italia                                                                                    |                  |                  |       |       |                     |                     |                            |                            |       |       |                    |
| 1.ª | 1971-72          | 1                | 0     | 2     | 0                   | —                   | —                          | 3                          | 0     | 0.00  |                    |
| 1.ª | 1972-73          | 2                | 0     | 2     | 0                   | 5                   | 0                          | 9                          | 0     | 0.00  |                    |
| 1.ª | 1973-74          | 6                | 0     | 4     | 0                   | 1                   | 0                          | 11                         | 0     | 0.00  |                    |
| 1.ª | 1974-75          | 26               | 0     | 4     | 0                   | 3                   | 0                          | 33                         | 0     | 0.00  |                    |
| 1.ª | 1975-76          | 15               | 0     | 1     | 0                   | —                   | —                          | 16                         | 0     | 0.00  |                    |
| 1.ª | 1976-77          | 19               | 0     | 7     | 1                   | 2                   | 0                          | 28                         | 1     | 0.04  |                    |
| 1.ª | 1977-78          | 19               | 1     | 10    | 1                   | 2                   | 0                          | 30                         | 2     | 0.07  |                    |
| 1.ª | 1978-79          | 27               | 0     | 2     | 0                   | 6                   | 0                          | 35                         | 0     | 0.00  |                    |
| 1.ª | 1979-80          | 28               | 1     | 6     | 0                   | 4                   | 0                          | 38                         | 1     | 0.03  |                    |
| 1.ª | 1980-81          | 25               | 2     | 4     | 0                   | 8                   | 1                          | 37                         | 3     | 0.08  |                    |
| 1.ª | 1981-82          | 25               | 0     | 6     | 0                   | 2                   | 1                          | 33                         | 1     | 0.03  |                    |
| 1.ª | 1982-83          | 18               | 2     | 8     | 2                   | 3                   | 0                          | 29                         | 4     | 0.14  |                    |
| 1.ª | 1983-84          | 18               | 1     | 4     | 0                   | 2                   | 0                          | 24                         | 1     | 0.04  |                    |
| 1.ª | 1984-85          | 4                | 0     | 6     | 0                   | 6                   | 0                          | 16                         | 0     | 0.00  |                    |
| Total club                                                                                                 | Total club       | 233              | 7     | 66    | 4                   | 44                  | 2                          | 343                        | 13    | 0.04  |                    |
| Genoa · Italia                                                                                             |                  |                  |       |       |                     |                     |                            |                            |       |       |                    |
| 2.ª | 1985-86          | 18               | 0     | 4     | 0                   | —                   | —                          | 22                         | 0     | 0.00  |                    |
| 2.ª | 1986-87          | 10               | 0     | —     | —                   | —                   | —                          | 10                         | 0     | 0.00  |                    |
| Total club                                                                                                 | Total club       | 28               | 0     | 4     | 0                   | 0                   | 0                          | 32                         | 0     | 0.00  |                    |
| Total en carrera                                                                                           | Total en carrera | Total en carrera | 261   | 7     | 70                  | 4                   | 44                         | 2                          | 375   | 13    | 0.03               |
| (1) Incluye datos de Copa Italia. (2) Incluye datos de Copa de Europa, Recopa de Europa y Copa de la UEFA. |                  |                  |       |       |                     |                     |                            |                            |       |       |                    |

## Palmarés

### Campeonatos nacionales
| Título      | Club           | País   | Año     |
| ----------- | -------------- | ------ | ------- |
| Copa Italia | Inter de Milán | Italia | 1977-78 |
| Serie A     | Inter de Milán | Italia | 1979-80 |
| Copa Italia | Inter de Milán | Italia | 1981-82 |